# Бембоя
Бембоя — река в России, протекает по Подпорожскому району Ленинградской области. Название, вероятно, происходит от вепсского bembel — дуга.
Исток реки — болото Линзболото на границе Подпорожского и Тихвинского райнов. Течёт на северо-запад, впадает в Нижнюю Курбу с правого берега, в 23 км от её устья. Является самым верхним притоком Нижней Курбы. Длина реки составляет 12 км.
Ближайшие населённые пункты — деревни Миницкая на севере (Подпорожский район) и Берег и Нюрговичи на юге (Тихвинский район). Соединяющая эти деревни дорога пересекает Бембою в её среднем течении.

## Данные водного реестра
По данным государственного водного реестра России относится к Балтийскому бассейновому округу, водохозяйственный участок реки — Свирь, речной подбассейн реки — Свирь (включая реки бассейна Онежского озера). Относится к речному бассейну реки Нева (включая бассейны рек Онежского и Ладожского озера).
Код объекта в государственном водном реестре — 01040100812102000012904.